# Don Smart
Don Smart (Kingston, Jamaica; 2 de diciembre de 1987) es un futbolista jamaiquino. Juega de mediocampista y su equipo actual es el Forward Madison FC de la USL League One.

## Clubes
| Club                   | País           | Año             |
| ---------------------- | -------------- | --------------- |
| F.C. New York          | Estados Unidos | 2011            |
| Fredericksburg Hotspur | Estados Unidos | 2012            |
| RVA FC                 | Estados Unidos | 2013            |
| Indy Eleven            | Estados Unidos | 2014 - 2017     |
| Miami FC 2             | Estados Unidos | 2018            |
| Fresno FC              | Estados Unidos | 2018            |
| Forward Madison FC     | Estados Unidos | 2019 - Presente |